# Symfoni nr 7 (Allan Pettersson)
Symfoni nr 7 är en symfoni av Allan Pettersson från 1967.
Symfoni nr 7 komponerades 1966–1967 och uruppfördes den 13 oktober 1968 på Stockholms konserthus med Antal Doráti som dirigent. Denne hade sett partituret, som sänts till Sveriges Radio¨, och tog initiativ till att ta upp det på Stockholmsfilharmonikernas spelplan. Pettersson var själv med i repetitionsarbetet. Uruppförandet blev en succé. I samband med denna föreställning utnämndes Pettersson till hedersmedlem av Stockholms filharmoniska orkester. Symfonin spelades i Östtyskland av Stockholmsfilharmonikerna under Antal Doráti. En skivinspelning fick Grammispris 1970.
Symfonin består av en enda sats och är 40 minuter lång. Ett återkommande inslag är ett h-mollackord av bleckblåsarna.
Den är det klassiska svenska verk, som haft störst skivförsäljning. Musiken har använts av Birgit Cullberg i hennes balett Rapport 1976. Stycket har även använts i Kay Pollaks film Älska mej 1986, Mats Arehns film Uppdraget 1977 och kortfilmen Härlig är jorden av Roy Andersson.